# Gary Becker
Gary Stanley Becker (Pottsville (Pennsylvania), 2 december 1930 – Chicago (Illinois), 3 mei 2014) was een Amerikaans econoom. Becker was professor aan de universiteit van Chicago en won in 1992 de Prijs van de Zweedse Rijksbank voor economie met het in 1968 ontwikkelde economisch model toegepast op de volgende domeinen: racisme en discriminatie, de kinderwens, criminaliteit en straf.
Volgens Becker is de economie een benadering van samenlevingen en mensen zonder een principiële grens inzake het object.
Beckers economisch model is opgebouwd uit drie elementen:
- ‘Maximizing behavior’; het maximaliseren van het voordeel en het nut.
- ‘Verschil in efficiëntie van de markten’; het coördineren van de verschillende participanten zodat hun gedrag consistent wordt.
- ‘Voorkeuren veranderen niet noemenswaardig door de tijd heen of in vergelijkend perspectief'

Volgens Becker kan men uit deze drie elementen alle economische inzichten afleiden. ('Stijgt de prijs, dan daalt het aanbod en de vraag', 'monopolie en oligopolie benaderen de potentiële vraag slechter dan een competitieve markt, ... ). Verder heeft hij zijn wetten tot buiten de klassieke economie laten uitbreiden: economie als overkoepelende en integrerende sociale wetenschap.
De theorieën van Becker kunnen het best worden samengevat als: 'men kan de centrale stellingen van de economie toepassen op alle vormen van het menselijk gedrag'. Met deze recapitulatie leunt hij het dichtst aan bij George Bernard Shaw; "Economy is the art of making the most of life".
In 2011 eerde de universiteit van Chicago hem met de oprichting van het Becker Friedman Institute for Research in Economics.
Hij werd ziek en overleed op 83-jarige leeftijd.
- Bibsys: 90168051
- Biblioteca Nacional de España: XX845286
- Bibliothèque nationale de France: cb121939011 (data)
- Catàleg d'autoritats de noms i títols de Catalunya: 981058511484206706
- CiNii: DA0047790X
- Gemeinsame Normdatei: 118654489
- International Standard Name Identifier: 0000 0001 0866 8089
- Library of Congress Control Number: n50006963
- Nationale Bibliotheek van Letland: 000045199
- Mathematics Genealogy Project: 198374
- Bibliotheek van het Japanse parlement: 00432680
- Nationale Bibliotheek van Tsjechië: jn20000600766
- Nationale bibliotheek van Australië: 36052321
- Nationale Bibliotheek van Israël: 987007462795105171
- Nationale Bibliotheek van Polen: a0000002860495
- Nationale en Universitaire bibliotheek Zagreb: 000222507
- Nederlandse Thesaurus van Auteursnamen: 067691161
- Réseau des bibliothèques de Suisse occidentale: 02-A017128249
- Istituto Centrale per il Catalogo Unico: MILV072102
- LIBRIS: 374348
- SNAC: w6h99wz9
- Système universitaire de documentation: 030545285
- Trove: 1202562
- Virtual International Authority File: 7436093
- WorldCat: E39PBJwxPhct6xBYDc98QpYdcP

1969: Frisch, Tinbergen ·
1970 : Samuelson ·
1971: Kuznets ·
1972: Hicks, Arrow ·
1973: Leontief ·
1974: Myrdal, Hayek ·
1975: Kantorovitsj, Koopmans ·
1976: Friedman ·
1977: Ohlin, Meade ·
1978: Simon ·
1979: Schultz, Lewis ·
1980: Klein ·
1981: Tobin ·
1982: Stigler ·
1983: Debreu ·
1984: Stone ·
1985: Modigliani ·
1986: Buchanan ·
1987: Solow ·
1988: Allais ·
1989: Haavelmo ·
1990: Markowitz, Miller, Sharpe ·
1991: Coase ·
1992: Becker ·
1993: Fogel, North ·
1994: Harsanyi, Nash, Selten ·
1995: Lucas ·
1996: Mirrlees, Vickrey ·
1997: Merton, Scholes ·
1998: Sen ·
1999: Mundell ·
2000: Heckman, McFadden ·
2001: Akerlof, Spence, Stiglitz ·
2002: Kahneman, Smith ·
2003: Engle, Granger ·
2004: Kydland, Prescott ·
2005: Aumann, Schelling ·
2006: Phelps ·
2007: Hurwicz, Maskin, Myerson ·
2008: Krugman ·
2009: Ostrom, Williamson ·
2010: Diamond, Mortensen, Pissarides ·
2011: Sims, Sargent ·
2012: Roth, Shapley  ·
2013: Fama, Hansen, Shiller  ·
2014: Tirole  ·
2015: Deaton  ·
2016: Hart, Holmström ·
2017: Thaler ·
2018: Nordhaus, Romer ·
2019: Banerjee, Duflo, Kremer ·
2020: Milgrom, Wilson ·
2021: Imbens, Angrist, Card ·
2022: Bernanke, Diamond, Dybvig ·
2023: Goldin ·
2024: Acemoglu, Johnson, Robinson